# علاقات حقوق التأليف والنشر بين إيران والولايات المتحدة
وفقًا للنشرة رقم (38A) الصادرة عن مكتب حقوق الطبع والنشر بالولايات المتحدة، ليس لإيران أي علاقات رسمية لحقوق الطبع والنشر على الإطلاق مع الولايات المتحدة.
وبالتالي، فإن الأعمال المنشورة التي نشأت في إيران ليست محمية بحقوق الطبع والنشر في الولايات المتحدة، بغض النظر عن قوانين حقوق النشر المحلية لهذه البلدان. ومع ذلك، فإن الأعمال غير المنشورة محمية بحقوق الطبع والنشر بغض النظر عن أصلها أو جنسية مؤلفي الأعمال، طالما أنها تظل غير منشورة.

## البرمجيات
يمكن نسخ منتجات مايكروسوفت مثل مايكروسوفت ويندوز ومايكروسوفت أوفيس وغيرها وتوزيعها مجانًا في إيران ، سواء عن طريق المكاتب الحكومية أو الجامعات أو المستخدمين الشخصيين. وتوجد مراكز تسوق في طهران ومدن أخرى في إيران تتخصص في توزيع البرامج عالية التخصص في كثير من الأحيان.

## استخدام محتوى غير مرخص في وسائل الإعلام
تعمل إذاعة جمهورية إيران الإسلامية وهي مسؤولة عن الإذاعة والتلفزيون في إيران على بث نسخًا محررة وخاضعة للرقابة من أفلام هوليوود المدبلجة بالفارسية. ومع ذلك، فإن بعض المسارح، مثل سينما فرهنك في طهران، تقوم بعرض الأفلام بلغتها الأصلية. ولم يتم فحص أي منها بإذن حقوقي خاضع لحقوق التأليف والنشر، حيث لا توجد علاقات بين إيران وأي شركات أمريكية.
في إيران، غالبًا ما يصل قرص الدي في دي غير المرخص لفيلم هوليود إلى المتاجر في جميع أنحاء إيران في وقت أقرب من طرح الفيلم في دور العرض في الولايات المتحدة. ومع ذلك، فإن معظم الأفلام التي تم إصدارها حديثًا هي إصدارات داخلية. ومع ذلك، لا يوجد نقص في النسخ غير المرخصة بجودة الدي في دي.
تعتمد الأوساط الأكاديمية بشكل شبه كامل على ترجمات الكتب المدرسية دون ترخيص من قبل ناشرين أجانب. إذا كانت الكتب باللغة الإنجليزية، فهي عبارة عن مطبوعات موازنة تمكن الطلاب من شراء الكتب المدرسية بأسعار مدعومة. ومع ذلك، فإن الاختلافات بين النسخ الأصلية وغير المصرح بها من الكتب المدرسية هي استبدال الصورة داخل الكتاب المدرسي من أجل الامتثال للثقافة الإيرانية بدلاً من الثقافة الغربية مع الاحتفاظ بمعظم المحتويات الأصلية داخل الكتاب المدرسي. علاوة على ذلك، غالبًا ما يتم تصدير هذه الكتب المدرسية للبيع بأسعار أرخص في البلدان الأخرى، التي تحافظ على علاقات حقوق التأليف والنشر مع الولايات المتحدة.